# Gertrud Lovasy
Gertrud Lovasy (geboren als Gertrude von Lovasy 17. Dezember 1900 in Wien, Österreich-Ungarn; gestorben 9. Januar 1974) war eine austroamerikanische Ökonomin.

## Leben
Gertrude von Lovasy entstammte einer jüdischen Familie. Sie wuchs in Wien und in Baden auf, wo sie das Realgymnasium besuchte. 1919 wurden in der Republik Österreich die formalen Adelsprivilegien aufgehoben, und sie hieß nunmehr Gertrude Lovasy. Von 1924 bis 1928 studierte sie an der Rechts- und Staatswissenschaftlichen Fakultät der Universität Wien und wurde 1928 mit einer staatswissenschaftlichen Dissertation zum Kartellrecht promoviert. 
Lovasy war als Ökonomin beim Österreichischen Stahlkartell beschäftigt. Daneben war sie am von Friedrich August von Hayek und Ludwig von Mises 1927 gegründeten Österreichischen Konjunkturforschungsinstitut tätig. Nach dem Anschluss Österreichs 1938 verlor sie aus rassistischen Gründen ihre Stelle in der Stahlindustrie. Sie floh nach Frankreich und kam in die USA, für ihre betagte Mutter organisierte sie die Ausreise nach England.
Lovasy konnte als Ökonomin in Amerika Fuß fassen. Sie arbeitete von 1939 bis 1942 in einem Projekt zur Wirtschaftsgeschichte Österreichs beim ebenfalls geflohenen Oskar Morgenstern und später im Economic and Financial Department der Vereinten Nationen in New York. Lovasy machte Karriere beim International Monetary Fund in Washington, D.C.

## Schriften (Auswahl)
- Die rechtliche Stellung der Kartelle unter besonderer Berücksichtigung der österreichischen Eisenindustrie. Dissertation Wien (1928)
- Schutzzölle bei unvollkommener Konkurrenz. Zeitschrift für Nationalökonomie, 1934, S. 336–355
- Frank H. Knight: Bemerkungen über Nutzen und Kosten. Übersetzung Gertrud Lovasy. Zeitschrift für Nationalökonomie, 1935, S. 28–52
- mit Howard S. Ellis: Die Bedeutung der Produktionsperiode für die Krisentheorie. Zeitschrift für Nationalökonomie, 1935, S. 145–169
- Zur Entwicklung des wirtschaftlichen Kapitalverkehrs in den letzten zehn Jahren. In: Zeitschrift für Bankwesen, II. Jg. (1937)
- International Trade under Imperfect Competition. In: Quarterly Journal of Economics 55 (1941/42)
- International Cartels. A League of Nations memorandum. Lake Success : United Nations. Dept. of Economic Affairs (1947)
- Rise in U.S Share of World Textile Trade. In: International Monetary Fund, Staff Papers, Vol. 3, April (1953)
- mit H. K. Zassenhaus: Sort-Run Fluctuations in U.S. Imports of Raw Materials, 1928–39, 1947–52. In: International Monetary Fund, Staff Papers, Vol. 3, Oct. (1953)
- Price of Raw Materials in the 1953–54 U.S. Recession. In: International Monetary Fund, Staff Papers, Vol. 5 (1956)
- Inflation and Exports in Primary Producing Countries. In: International Monetary Fund, Staff Papers, Vol. 9 (1962)
- The International Coffee Market: A Note. In: International Monetary Fund, Staff Papers, Vol. 9 (1962)
- Survey and Appraisal of Proposed Schemes of Compensatory Financing. In: International Monetary Fund, Staff Papers, Vol. 12 (1965)
- Problems on the international sugar market and suggested solutions. Washington : International Bank for Reconstruction and Development, 1968